# Like a Dragon: Infinite Wealth
Like a Dragon: Infinite Wealth est un jeu vidéo de rôle développé par Ryū ga Gotoku Studio et publié par Sega, sorti le 26 janvier 2024 sur PlayStation 4, PlayStation 5, Microsoft Windows, Xbox One et Xbox Series. Il s'agit du neuvième jeu principal de la série Like a Dragon et d'une suite directe de Yakuza: Like a Dragon et du titre dérivé Like a Dragon Gaiden: The Man Who Erased His Name.
Infinite Wealth met en vedette Ichiban Kasuga, protagoniste de Yakuza: Like a Dragon, et Kazuma Kiryu, le protagoniste original de la série, et se déroule dans le tout premier lieu étranger de la franchise, Hawaï, en plus des décors habituels du Japon. Avec d'anciens et de nouveaux alliés, Kasuga et Kiryu font équipe pour aider ce premier à retrouver sa mère à Hawaï.

## Système de jeu
Dans Like a Dragon: Infinite Wealth, les joueurs contrôlent Ichiban Kasuga et Kazuma Kiryu, ainsi que les membres de leur groupe respectifs, alors qu'ils explorent le district Isezaki Ijincho de Yokohama, ainsi que la ville d'Honolulu à Hawaï. Semblable à Yakuza: Like a Dragon, le jeu utilise un système de combat au tour par tour pour tous les personnages jouables. Chaque personnage peut choisir parmi une multitude de "métiers", qui agissent comme des classes qui lui confèrent des avantages et des styles de jeu distinctifs. Le travail unique de Kiryu lui permet également d'effectuer temporairement des combats en temps réel, similaires au gameplay bagarreur des précédents titres Like a Dragon. Le système d'invocation des compagnons revient, avec une variété de personnages de la franchise, nouveaux et anciens, tels que Shun Akiyama et Kaoru Sayama.
En plus des mini-jeux de retour tels que le karaoké, les fléchettes et le mah-jong, de nouveaux mini-jeux sont introduits dans Infinite Wealth, tels que "Crazy Delivery", inspiré de la franchise Crazy Taxi de Sega ; Sujimon Battle, un jeu parodique de Pokémon ; Miss Match, une application de rencontres ; et la gestion d'une île pour Kasuga,.

## Histoire
Like a Dragon: Infinite Wealth suit les anciens membres yakuza du clan Tojo, Ichiban Kasuga (Kazuhiro Nakaya/Kaiji Tang) et Kazuma Kiryu (Takaya Kuroda /Yong Yea) alors qu'ils se lancent dans une nouvelle aventure à Isezaki Ijincho, Yokohama et Honolulu City, Hawaï. Sur les conseils d'un ancien camarade, Kasuga se rend à Honolulu à la recherche de sa mère biologique, Akane Kishida, qu'il pensait décédée il y a de nombreuses années. Pendant ce temps, Kiryu est également présent à Honolulu à la recherche d'Akane selon les ordres de la faction Daidoji, et fait équipe avec Kasuga pour la retrouver et la protéger de diverses organisations criminelles locales. Ce faisant, Kasuga apprend également que Kiryu a contracté un cancer et qu'il lui reste une durée de vie indéterminée.
Les membres du groupe de Kasuga de Yakuza: Like a Dragon reviennent notamment : Yu Nanba (Ken Yasuda), Koichi Adachi (Akio Otsuka), Saeko Mukoda (Sumire Uesaka), Tianyou Zhao (Nobuhiko Okamoto) et Joon-gi Han (Yuichi Nakamura). Seonhee (Hana Takeda), chef du syndicat Geomijul basé à Ijincho et personnage secondaire du titre précédent, rejoint la liste jouable. Eric Tomizawa (Satoru Iguchi), un chauffeur de taxi corrompu initialement hostile envers Kasuga et Chitose Fujinomiya (Anju Inami), la femme de chambre personnelle d'Akane. D'autres personnages secondaires incluent : Eiji Mitamura (Ryo Narita), une personne handicapée que Kasuga rencontre et se lie d'amitié à Honolulu, Goro Majima (Hidenari Ugaki), Taiga Saejima (Rikiya Koyama) et Daigo Dojima (Satoshi Tokushige), anciens officiers du clan Tojo et alliés de longue date de Kiryu,.
Infinite Wealth présente une multitude d'antagonistes notamment : Jo Sawashiro (Shinichi Tsutsumi), ancien bras droit du père biologique de Kasuga, Masumi Arakawa (Kiichi Nakai), Masataka Ebina (Hiroki Hasegawa/Daniel Dae Kim), capitaine et président par intérim de l'organisation yakuza, le Clan Seiryu, basée à Ijincho et Dwight Méndez (Danny Trejo), chef du gang Barracudas basé à Honolulu. Hisoka Tatara, une VTuber qui utilise sa plateforme pour diffamer Kasuga et exposer le statut de Kiryu au monde, apparaît également dans le jeu.

## Développement et promotion
Like a Dragon: Infinite Wealth a été annoncé en septembre 2022 lors du livestream Summit de Ryū ga Gotoku Studio, initialement nommé Like a Dragon 8. La bande-annonce présentait les voix off de divers personnages du jeu, suivies de l'apparition à l'écran d'Ichiban Kasuga et de Kazuma Kiryu. Le design de Kiryu était un point fort notable en raison du contraste majeur avec ses apparitions passées.
Début 2023, RGG Studio a organisé un concours du Cabaret Club Grand Prix, au cours duquel cinq modèles ont été choisis pour apparaître comme hôtesses pour le mini-jeu du club de cabaret dans Like a Dragon Gaiden: The Man Who Erased His Name, tandis que le gagnant du Grand Prix est choisi pour apparaître comme personnage du jeu dans Infinite Wealth. Parmi les cinq finalistes, le VTuber Kson a finalement remporté le Grand Prix.
Une bande-annonce a été présentée au Xbox Games Showcase 2023, annonçant un nouveau décor en dehors du Japon, tout en confirmant également le nouveau titre. Le directeur du studio RGG, Masayoshi Yokoyama, a expliqué le sous-titre Infinite Wealth comme un lien direct avec les thèmes de l'histoire, et également comme une différenciation entre la version internationale du jeu et la version japonaise, simplement intitulée Ryū ga Gotoku 8.
En septembre 2023, RGG Studio a organisé une deuxième diffusion en direct du Summit, détaillant l'histoire et les personnages, ainsi que les fonctionnalités de gameplay d'Infinite Wealth via deux nouvelles bandes-annonces. Le studio a également révélé les acteurs japonais du jeu et a annoncé les acteurs Danny Trejo et Daniel Dae Kim dans le cadre de la distribution vocale anglaise.

## Sortie
Like a Dragon: Infinite Wealth est sorti dans le monde entier le 26 janvier 2024 sur PlayStation 4, PlayStation 5, Microsoft Windows, Xbox One et Xbox Series,. Une démo du jeu sera incluse avec la sortie du titre dérivé Like a Dragon Gaiden: The Man Who Erased His Name, le 9 novembre 2023.

## Accueil

### Critiques
Like a Dragon: Infinite Wealth reçoit un accueil extrêmement favorable de la presse, avec des notes allant de 89 à 93/100 selon les plateformes sur Metacritic.

### Ventes
À sa sortie, Like a Dragon: Infinite Wealth s'est offert un pic de 46 161 joueurs simultanés (ils étaient 9 535 pour la sortie de Yakuza: Like a Dragon).

Le 2 février 2024, Sega annonce avoir écoulé 1 million d'exemplaires de Like a Dragon: Infinite Wealth.